# Herbert Ihering

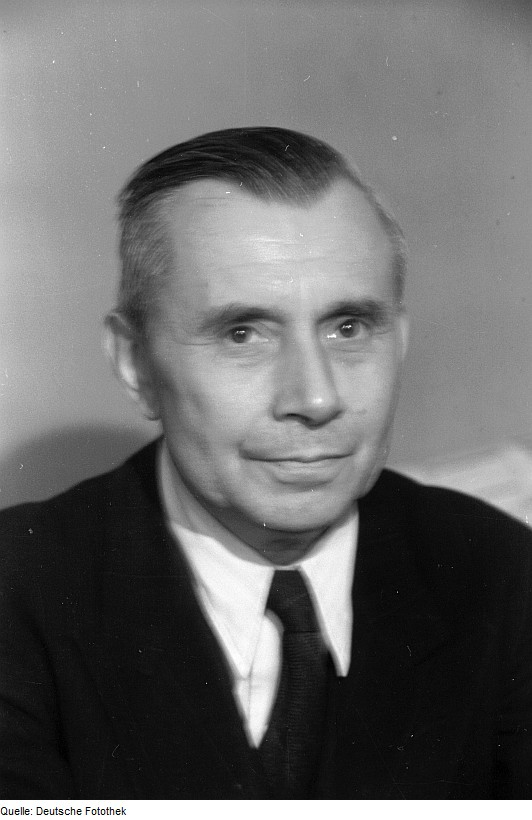
Herbert Ihering en el año 1946.

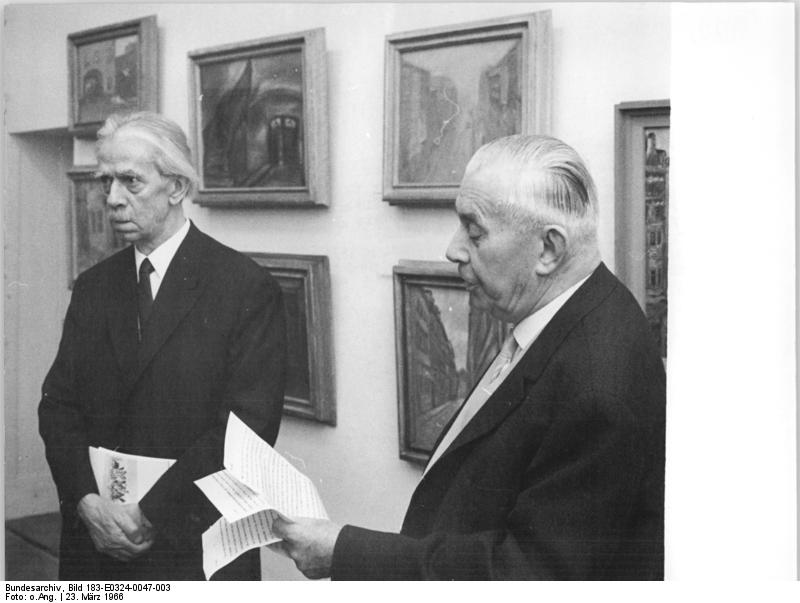
Herbert Ihering junto a Otto Nagel en 1966.

Herbert Ihering, también Herbert Jhering, (Springe, 29 de febrero de 1888-Berlín, 15 de enero de 1977) fue un dramaturgo, director, periodista y crítico de teatro alemán.

## Vida
Su padre era asesor en los juzgados de Springe. Herbert Ihering comenzó su carrera en 1909 como trabajador del semanario de Siegfried Jacobsohn Die Schaubühne. Entre 1914 y 1918 fue asesor artístico del Wiener Volksbuhne. En 1918 fue un trabajador autónomo en el periódico Berliner Börsen-Courier, en el que ya había trabajado en los años 1913 y 1914. Desde 1918 hasta 1920 trabajó en la editorial Felix Bloch Erben. En 1919 fue el sucesor de Alfred Kerr como crítico teatral en el periódico Der Tag, editado por August Scherl. En 1920 trabajó en el semanario Der kleine Roman, y luego sucedió a Otto Zoff como crítico teatral en la serie de libros editada por Erich Reiß, Der Schauspieler.
Desde el año 1922 hasta el año 1933 trabajó en el Berliner Börsen-Courier, dirigido por Emil Faktor, y se convirtió en uno de los críticos teatrales más importantes de la República de Weimar. En 1922 propuso que el ganador del premio Kleist fuera el escritor Bertolt Brecht. A finales de 1927 adquirió un edificio de nueva construcción de tres planta en el que residió durante cincuenta años hasta el día de su muerte, situado en Zehlendorf.
En 1934 volvió a suceder a su rival Alfred Kerr, esta vez en el Berliner Tageblatt. En 1936 fue expulsado de la Cámara de Literatura del Reich. Trabajó como jefe de reparto en la compañía cinematográfica Tobis, donde realizó todo el trabajo preliminar de las películas de Emil Jannings. Desde 1941 se encargó de escribir biografías de actores en la Alemania nazi y en 1942 trabajó en el Burgtheater como asesor artístico a petición de Lothar Müthel. Su labor activa como periodista y asesor durante el nazismo dañó considerablemente su reputación. Al cambiar el enfoque de su labor en la República Democrática Alemana después de la guerra volvió a ser criticado.
Bajo la intendencia de Gustav von Wangenheim fue asesor artístico jefe en el Teatro Alemán de Berlín,  que se encontraba en la zona de ocupación soviética, pero debido a sus diferencias con el sucesor de von Wangenheim, Wolfgang Langhoff, abandonó ese trabajo en 1953. A principios de la década de 1950 fue miembro fundador de la sección de artes escénicas de la  Academia de las Artes de Berlín Este, donde fue nombrado secretario permanente en 1956. En 1955 falleció su pareja Lisette Königshof. Entre 1955 y 1960 escribió crítica teatral para el semanario de la Asociación Cultural de la RDA, el Sonntag. A finales de la década de 1960 Ihering era el crítico de cine y teatral que más homenajes recibía. Su última crítica apareció en 1974.
Su tumba se encuentra en el cementerio Zehlendorf. Su legado se halla en la Academia de las Artes.

## Premios
- 1955 Premio Lessing de la RDA
- 1963 Doctor honoris causa por la Universidad Humboldt de Berlín
- 1967 Medalla Johannes R. Becher
- 1968 Premio Heinrich Mann[5]
- 1969 Berliner Kunstpreis
- 1970 Silbernes Blatt des Verbandes Deutscher Bühnenschriftsteller
- 1971 Filmband in Gold
- 1973 Miembro de honor de la Academia de las Artes de Berlín

## Obra
- Regisseure und Bühnenmaler (1921)
- Der Kampf ums Theater (1922)
- Aktuelle Dramaturgie (1924)
- Die vereinsamte Theaterkritik (1927)
- Reinhardt, Jessner, Piscator, oder Klassikertod? (1929)
- Die getarnte Reaktion (1930)
- Emil Jannings – Baumeister seines Lebens und seiner Filme (1941)
- Von Josef Kainz bis Paula Wessely. Schauspieler von gestern und heute (1942)
- Regie (1943)
- Käthe Dorsch (1944)
- Berliner Dramaturgie (1947)
- Vom Geist und Ungeist der Zeit (1947)
- Junge Schauspieler (1948)
- Theaterstadt Berlin. Ein Almanach (1948)
- Die Zwanziger Jahre (1948)
- Theater der Welt: ein Almanach (1949)
- Heinrich Mann (1951)
- Auf der Suche nach Deutschland (1952)
- Schauspieler in der Entwicklung (1956)
- Die Weltkunst der Pantomime (1956)
- Bertolt Brecht und das Theater (1959)
- junto a Eva Wisten: Eduard von Winterstein (1961)
- Von Reinhardt bis Brecht. Vier Jahrzehnte Theater und Film (1961)
- Begegnungen mit Zeit und Menschen (1963)
- junto a Hugo Fetting: Ernst Busch (1965)
- Theater der produktiven Widersprüche, 1945-1949 (1967)

### Obras póstumas
- Bert Brecht hat das dichterische Antlitz Deutschlands verändert. Gesammelte Kritiken zum Theater Brechts (1980)
- Theater in Aktion: Kritiken aus 3 Jahrzehnten. 1913-1933 (1986)
- Werner Krauß. Ein Schauspieler und das neunzehnte Jahrhundert(1997)
- Umschlagplätze der Kritik. Texte zu Kultur, Politik und Theater (2010)